# Pseudorhabdolaimus limnophilus
Pseudorhabdolaimus limnophilus är en rundmaskart. Pseudorhabdolaimus limnophilus ingår i släktet Pseudorhabdolaimus och familjen Plectidae. Inga underarter finns listade i Catalogue of Life.